# Białołęka (Baja Silesia)
Białołęka es una localidad del distrito de Głogów, en el voivodato de Baja Silesia (Polonia). Se encuentra en el suroeste del país, dentro del término municipal de Pęcław, a unos 3 km al oeste de la localidad homónima y sede del gobierno municipal, a unos 10 al este de Głogów, la capital del distrito, y a unos 82 al noroeste de Breslavia, la capital del voivodato. Białołęka perteneció a Alemania hasta 1945.
- Datos: Q2251219
- Multimedia: Białołęka, Lower Silesian Voivodeship / Q2251219

1. ↑  Worldpostalcodes.org,código postal n.º 67-221.